# Hugh Jones (Leichtathlet)
Hugh Jones (* 1. November 1955 in London) ist ein ehemaliger englischer Langstreckenläufer, der seine größten Erfolge im Marathon hatte.

## Leben
1981 wurde er Dritter beim New-York-City-Marathon. Im Jahr darauf wurde er zunächst Zweiter beim Tokyo International Men’s Marathon und feierte dann seinen größten Triumph, als er die zweite Auflage des London-Marathons in 2:09:24 h gewann. Mit dieser persönlichen Bestzeit verfehlte er den britischen Rekord um nur 12 Sekunden. Im selben Jahr gewann er den Paderborner Osterlauf über 25 km.
1983 stellte er beim Stockholm-Marathon mit 2:11:37 einen bis heute gültigen Streckenrekord auf und wurde Zweiter beim Chicago-Marathon. 1986 wurde er in London Zweiter, 1987 Dritter und 1988 Vierter.
Auch bei internationalen Meisterschaften war er im Marathon erfolgreich. Bei den ersten Weltmeisterschaften 1983 in Helsinki wurde er Achter, bei den Olympischen Spielen 1984 in Los Angeles Zwölfter und bei den Europameisterschaften 1986 in Stuttgart sowie bei den Weltmeisterschaften 1987 in Rom Fünfter.
Sein letzter großer Erfolg war sein zweiter Sieg beim Stockholm-Marathon 1992. Zu diesem Zeitpunkt hatte er längst angefangen, journalistisch tätig zu sein. Außerdem ließ er sich zum Streckenvermesser ausbilden, was ihm zugutekam, als er 1996 Generalsekretär der Association of International Marathons and Distance Races (AIMS) wurde. Auf diesem Posten, den er bis heute bekleidet, trug er maßgeblich dazu bei, dass die International Association of Athletics Federations (IAAF) und ihre nationalen Mitgliedsverbände die von der AIMS entwickelten Standards der Streckenvermessung übernahmen. 2003 überwachte er persönlich die endgültige Vermessung der neuen Strecke des Berlin-Marathons.
Hugh Jones lebt in London mit seiner Frau und vier Kindern. 2004 gewann er zuletzt einen Marathon (den insgesamt 24.), den Sahara-Marathon in der algerischen Provinz Tindūf.